# NetBus
NetBus är en programvara som lanserades 1998 för att kunna kontrollera datorer över ett nätverk. Programmet är skrivet i Delphi av den svenske programmeraren Carl-Fredrik Neikter och är det första kända dolda fjärrstyrningsprogram som man vet har fått spridning. Neikter, som var 20 år när programmet skrevs, hävdade han gjort NetBus för att kunna busa, inte för att olagligt bryta sig in i andra datorsystem.
Användaren vars dator övertas med hjälp av NetBus förvarnas aldrig om att någon annan är inne i datorn. Spionen kan göra exakt samma sak som datorns rättmätiga ägare: allt från att skriva in webbadresser till att öppna cd-rom-enheten. Programmet är ett gratisprogram som Neikter skapade på några veckor och det fick stor spridning på internet.
Ett uppmärksammat fall var när 3 500 bilder med barnpornografi planterades på en forskares dator i Lund 1999. Det hela ledde till en rättsprocess och först år 2004 fann rätten att bilderna inte laddats ned av forskaren utan genom ett intrång via Netbus.
Programmet ledde till att Carl-Fredrik Neikter kontaktades av NASA:s säkerhetsansvarige och även amerikanska flygvapnet var intresserade och fick programmets källkod för att kunna stoppa intrång i sina system.
De flesta antivirusprogram kom snart att upptäcka och blockera NetBus. NetBus 2.0 pro släpptes i februari 1999 och marknadsfördes som en kommersiell programvara för att styra datorer över ett nätverk. I denna version agerade inte servern lika dolt som den gjort i tidigare versioner, men hackade varianter av denna version gjorde det möjligt att använda programmet för olagliga syften.

## Programmet
Programmet består av en klient och en server. Servern måste först installeras på den dator som skall kontrolleras över nätverket. Serverprogrammet är en .exe-fil på strax under 500 KB. För att lura användaren att själv öppna filen varierade namnet och ikonen för filen från gång till annan. Vanliga namn var till exempel "Patch.exe" och "SysEdit.exe". När serverprogrammet startas första gången modifieras Windows register så att NetBus server startas automatiskt varje gång datorn startas. Servern kördes dolt och lyssnade normalt på port 12345, detta går att ändra manuellt i vissa versioner av programmet. Förutom port 12345 används även 12346 och 20034 för en del annan kommunikation.
Klienten är ett separat program som ger användaren ett grafiskt gränssnitt genom vilket man kunde styra ett antal saker på servern. Exempelvis:
- Tangentbordsloggning
- Skicka över tangentbordstryckningar
- Ta skärmdumpar
- Starta program
- Utforska filstrukturen
- Stänga av datorn
- Öppna/stänga cd-spelaren

Programmet skrevs från början för följande operativsystem:
- Windows 95
- Windows 98
- Windows Me
- Windows NT 4.0